# Maripasoula
Maripasoula ist eine französische Gemeinde mit 8423 Einwohnern (Stand 1. Januar 2022) im Übersee-Département Französisch-Guayana in Südamerika. Mit einer Fläche von 18.360 km² (in etwa so groß wie Sachsen) ist Maripasoula die flächenmäßig größte Gemeinde Frankreichs.

## Geografie
Zahlreiche Flüsse durchqueren das Gemeindegebiet von Maripasoula, der wichtigste ist der Lawa, der später in den Maroni mündet. Maripasoula grenzt im Süden an Brasilien, im Westen an Suriname, im Norden an die Gemeinden Papaichton und Saül und im Osten an Camopi. Der höchste Punkt ist der Tabulaire (830 m) im Osten des Gemeindegebietes.

## Bevölkerungsentwicklung
Mit 8423 Einwohnern (Stand 1. Januar 2022) gehört Maripasoula zu den mittelgroßen Gemeinden in Französisch-Guayana. Seit der Gründung der Ortschaft 1947 ist die Einwohnerzahl konstant gestiegen. Vor allem in den 1980er und 1990er Jahren stieg die Bevölkerungszahl sehr steil an. Dies ist nebst der hohen Geburtenrate in dieser Region auch durch starke Einwanderungen aus asiatischen und südamerikanischen Ländern zu begründen.
| Jahr                       | 1962 | 1968 | 1975 | 1982  | 1990  | 1999  | 2009  | 2017   |
| Einwohner                  | 606  | 636  | 884  | 1.007 | 1.748 | 3.710 | 7.568 | 13.227 |
| Quellen: Cassini und INSEE |      |      |      |       |       |       |       |        |

## Illegale Goldsucher
Drei französische Militärs sind am 17. Juli 2019 in Maripasoula, an der Grenze mit Suriname, umgekommen. Sie starben bei einer Operation gegen illegale Goldsucher und beim Versuch der Sprengung eines Tunnels durch das Einatmen von Dämpfen aus giftigen Gasen.

## Persönlichkeiten
- Cyrille Regis (1958–2018), englischer Fußballspieler